# La iglesia de la calle
La Iglesia de la Calle es el segundo álbum cristiano lanzado por Gerardo, producido por Grand Combo Records en colaboración con otros exponentes de la música urbana como Vico C, DJ Blass, Manny Montes, Wibal & Alex, Baby Rasta, Divino, John Eric, R.Cela, entre otros. El álbum estuvo nominado en los Premios Arpa a "Mejor álbum urbano" en 2007. De esta producción, «Raperito» es el primer sencillo en colaboración con Vico C, el cual, tuvo videoclip, y el segundo sencillo «No me queda más».
Posteriormente, este álbum fue relanzado y distribuido por el sello Machete Music y Luar Music, esta vez, con nuevos temas, donde «Me arrodillo ante ti» de Divino y Abraham Velázquez se posicionó en listas de Billboard.

## Lista de canciones
| N.º | Título                 | Intérprete                       | Productor                      |
| --- | ---------------------- | -------------------------------- | ------------------------------ |
| 1   | Padre Nuestro (Intro)  | Gerardo, Vico C, DJ Blass        | DJ Blass                       |
| 2   | La Iglesia de la Calle | Gerardo, Wibal y Alex            | Gran Combo                     |
| 3   | Vencedor               | Baby Rasta, John Eric            | Noriega                        |
| 4   | Raperito               | Gerardo, Vico C                  | Gran Combo                     |
| 5   | Por amor               | DJ Blass, Pastor Samuel Gallardo | DJ Blass                       |
| 6   | Pa que aprendas        | Manny Montes                     | DJ Blass, Sandy NLB            |
| 7   | Santo                  | Wibal & Alex                     | Gran Combo, Albert "The Brain" |
| 8   | No me queda más        | Gerardo                          | DJ Blass                       |
| 9   | El Control             | Georgie Guanábanas, Chantelly    | Noriega, Jumbo, Montana        |
| 10  | Salta                  | Cidely, Noriega                  | Noriega                        |
| 11  | Solo un sueño          | DJ Blass, Blade Pacino           | DJ Blass                       |
| 12  | Ante ti                | R. Cela                          | Albert "The Brain"             |
| 13  | La Mano Arriba         | Albert "The Brain"               | Albert "The Brain"             |
| 14  | What My Eyes Have Seen | Gerardo, Aro, 2 Five, Chika      | DJ Blass                       |

## Relanzamiento
Iglesia de la Calle es una reedición lanzada y distribuida por el sello Machete Music y Luar Music, que incluyó nuevos temas y la participación de otros exponentes de la música urbana, donde el tema «Me arrodillo ante ti» logró posicionarse en algunas listas importantes de Billboard y emisoras radiales en Puerto Rico.

## Lista de canciones
| N.º | Título                 | Intérprete                       | Productor                      |
| --- | ---------------------- | -------------------------------- | ------------------------------ |
| 1   | Padre Nuestro (Intro)  | Gerardo, Vico C, DJ Blass        | DJ Blass                       |
| 2   | La Iglesia de la Calle | Maicky                           | Yazid & Gaby "Los Metalicoz"   |
| 3   | Raperito               | Gerardo, Vico C                  | Gran Combo                     |
| 4   | One call away          | Iván & AB                        | Efect-O                        |
| 5   | Vencedor               | Baby Rasta, John Eric            | Noriega                        |
| 6   | Me arrodillo ante ti   | Divino & Abraham                 | Echo, Efect-O                  |
| 7   | A mi manera            | Gerardo, Wibal & Alex            | Gran Combo                     |
| 8   | Pa que aprendas        | Manny Montes                     | DJ Blass, Sandy NLB            |
| 9   | Me dio la vida         | Jonny L                          | Yazid, Gaby & Dylan            |
| 10  | Voy pa' lante          | Zammy Peterson                   | Echo, Efect-O                  |
| 11  | No me queda más        | Gerardo                          | DJ Blass                       |
| 12  | Santo                  | Wibal & Alex                     | Gran Combo, Albert "The Brain" |
| 13  | El Control             | Georgie Guanábanas, Chantelly    | Noriega, Jumbo, Montana        |
| 14  | Ante ti                | R. Cela                          | Albert "The Brain"             |
| 15  | Por amor               | DJ Blass, Pastor Samuel Gallardo | DJ Blass                       |

## Posiciones en listas
| Canción                                 | Listas (2008)                                 | Puesto |
| --------------------------------------- | --------------------------------------------- | ------ |
| «Me arrodillo ante ti» Divino y Abraham | Estados Unidos Billboard Hot Latin Songs      | 27     |
| «Me arrodillo ante ti» Divino y Abraham | Estados Unidos Billboard Latin Pop Airplay    | 21     |
| «Me arrodillo ante ti» Divino y Abraham | Estados Unidos Billboard Latin Airplay        | 27     |
| «Me arrodillo ante ti» Divino y Abraham | Estados Unidos Billboard Latin Rhythm Airplay | 26     |